# Mauricio Eça
Mauricio Eça (São Paulo, 4 de abril de 1970) é um cineasta, produtor e roteirista brasileiro.

## Carreira

### Videoclipes
Formado em Cinema pela FAAP, dirigiu centenas de comerciais de TV e mais de 200 videoclipes para artistas como Maná, Pitty, Frejat, CPM 22, Marcelo D2, Projota entre outros. Destaque para o videoclipe Diário de um Detento dos Racionais Mc’s considerado um dos maiores videoclipes da história brasileira.

### Cinema
Além de ter dirigido e produzido o longa-metragem Apneia, Mauricio Eça ganhou destaque com dois longas-metragens infanto-juvenis da franquia Carrossel com mais de 5 milhões de espectadores: Carrossel: O Filme e Carrossel 2: O Sumiço de Maria Joaquina.
Quando foram anunciados os filmes A Menina Que Matou os Pais e O Menino Que Matou Meus Pais, que contam as versões do caso caso Richthofen, houve crítica por parte do público por conta de uma possível glorificação dos assassinos. O diretor argumentou que era apenas um filme que conta a história de réus confessos.
Em 2022, foi anunciado um novo filme sobre o caso Richthofen. No mesmo ano, lançou o filme Barraco de Família.

## Trabalhos

### Cinema
| Ano  | Título                                  | Produção                                                 | Função            | Ref.   |
| ---- | --------------------------------------- | -------------------------------------------------------- | ----------------- | ------ |
| 2004 | Universo Paralelo                       |                                                          | Direção           | [ 8 ]  |
| 2014 | Apneia                                  |                                                          | Direção e roteiro | [ 9 ]  |
| 2015 | Carrossel: O Filme                      | O2 Filmes Paris Filmes RioFilme SBT Filmes Televisa Cine | Direção           | [ 10 ] |
| 2016 | Carrossel 2: O Sumiço de Maria Joaquina | O2 Filmes Paris Filmes RioFilme SBT Filmes Televisa Cine | Direção           | [ 11 ] |
| 2017 | A Felicidade de Margo                   | TV Brasil                                                | Direção           | [ 12 ] |
| 2020 | A Garota Invisível                      | Santa Rita Filmes                                        | Direção           | [ 13 ] |
| 2021 | O Menino que Matou Meus Pais            | Santa Rita Filmes Galeria Distribuidora Grupo Telefilms  | Direção           | [ 14 ] |
| 2021 | A Menina que Matou os Pais              | Santa Rita Filmes Galeria Distribuidora Grupo Telefilms  | Direção           | [ 15 ] |
| 2022 | Hora de Brilhar                         | Santa Rita Filmes                                        | Direção           | [ 16 ] |
| 2023 | Barraco de Família                      | Santa Rita Filmes                                        | Direção           |        |
| 2024 | Turma da Mônica Jovem: Reflexos do Medo | Bronze Filmes Maurício de Sousa Produções                | Direção           |        |
| 2024 | Maníaco do Parque                       | Santa Rita Filmes                                        | Direção           |        |

## Videoclipes
| Ano  | Videoclipe           | Banda           | Ref.   |
| ---- | -------------------- | --------------- | ------ |
| 1998 | Diário de um Detento | Racionais MC's  | [ 17 ] |
| 2001 | Melissa              | Bidê ou Balde   |        |
| 2003 | Máscara              | Pitty           |        |
| 2004 | Admirável Chip Novo  | Pitty           |        |
| 2005 | Estrelas             | Ludov           |        |
| 2011 | Regina Let's GO      | CPM 22          | [ 18 ] |
| 2012 | Kong                 | Alexandre Pires |        |
| 2016 | Phantom Self         | Sepultura       | [ 19 ] |

## Prêmios e indicações
| Ano  | Prêmio                 | Videoclipe           | Melhor Videoclipe | Ref.   |
| ---- | ---------------------- | -------------------- | ----------------- | ------ |
| 1998 | MTV Video Music Brasil | Diário de um Detento | Venceu            | [ 20 ] |